# مذروح (المحابشة)

تعديل مصدري - تعديل

مذروح هي إحدى قرى عزلة بني مجيع بمديرية المحابشة التابعة لمحافظة حجة، بلغ تعداد سكانها 2191 نسمة حسب تعداد اليمن لعام 2004.